# Гвоздянка
Гвоздя́нка (Гвоздня, Гваздня) — река на юге Москвы (район Южное Бутово Юго-Западного административного округа) и в Московской области (Ленинский городской округ и городской округ Подольск), левый приток реки Пахры. Исток находится у платформы Бутово Курской железной дороги, впадает в реку Пахру у моста Павелецкого направления Московской железной дороги.

## География и гидрология
Длина — 14 км, площадь водосборного бассейна — 41,9 км², по другим данным длина — 13 км. Равнинного типа. Питание преимущественно снеговое. Гвоздянка замерзает в ноябре — начале декабря, вскрывается в конце марта — апреле.
Протекает в юго-восточном направлении, в основном в открытом русле. На своём протяжении образует несколько прудов. На берегах находится несколько сельских населённых пунктов и большое число дачных посёлков.
Верхнее течение реки Гвоздянки находится в районе Южное Бутово города Москвы. Исток расположен возле остановочного пункта Бутово Курского направления Московской железной дороги. Далее река пересекает железную дорогу и Варшавское шоссе. Ниже она течёт по территории Ленинского городского округа Московской области. Протекает вдоль пгт Дрожжино и Боброво, где находится Бутовский полигон, на территории Боброва пересекает Симферопольское шоссе, затем течёт вдоль пгт Лопатино и деревни Суханово, где возле усадьбы Суханово образует Сухановский пруд. Далее протекает по территории городского округа Подольск. Течёт вдоль деревень Потапово, Федюково, Боборыкино, где образует Потаповский пруд, Яковлево, Малое Брянцево. Затем протекает по территории города Домодедово и на границе Домодедова и Ленинского городского округа впадает в Пахру.

## Происхождение названия
В старых источниках гидроним писался как Гвоздня, Гваздня. В бассейне Оки имеется большое число названий типа Гвоздев, Гвоздевка, Гвозденка, Гвоздовка и др. Возможно, часть из них восходят к антропонимам, ср. прозвище Гвоздь, фамилию Гвоздев. Однако гидронимы Гвоздня, Гваздня с большой вероятностью происходят от диал. гвазда «грязь, слякоть», гваздать «пачкать, марать» — лексической основы, распространённой в славянских языках.